# Саут-Орандж (Нью-Джерсі)
Саут-Орандж (англ. South Orange) — селище (англ. village) в США, в окрузі Ессекс штату Нью-Джерсі. Населення — 18 484 особи (2020).

### Клімат
| Клімат : Саут-Орандж  | Клімат : Саут-Орандж | Клімат : Саут-Орандж | Клімат : Саут-Орандж | Клімат : Саут-Орандж | Клімат : Саут-Орандж | Клімат : Саут-Орандж | Клімат : Саут-Орандж | Клімат : Саут-Орандж | Клімат : Саут-Орандж | Клімат : Саут-Орандж | Клімат : Саут-Орандж | Клімат : Саут-Орандж | Клімат : Саут-Орандж |
| Показник              | Січ.                 | Лют.                 | Бер.                 | Квіт.                | Трав.                | Черв.                | Лип.                 | Серп.                | Вер.                 | Жовт.                | Лист.                | Груд.                | Рік                  |
| Середній максимум, °C | 3,9                  | 5,6                  | 10,6                 | 16,7                 | 22,8                 | 27,8                 | 30,0                 | 29,4                 | 25,6                 | 18,9                 | 12,8                 | 6,7                  | 17,6                 |
| Середній мінімум, °C  | −7,8                 | −6,7                 | −2,2                 | 3,3                  | 8,3                  | 13,9                 | 17,2                 | 16,1                 | 11,7                 | 4,4                  | 0,0                  | −4,4                 | 4,5                  |
| Норма опадів, мм      | 104                  | 77                   | 105                  | 117                  | 125                  | 114                  | 120                  | 112                  | 130                  | 102                  | 107                  | 105                  | 1318                 |
| --------------------- | -------------------- | -------------------- | -------------------- | -------------------- | -------------------- | -------------------- | -------------------- | -------------------- | -------------------- | -------------------- | -------------------- | -------------------- | -------------------- |
| Джерело:              |                      |                      |                      |                      |                      |                      |                      |                      |                      |                      |                      |                      |                      |

## Демографія
Згідно з переписом 2010 року, у селищі мешкало 16 198 осіб у 5516 домогосподарствах у складі 3758 родин. Було 5815 помешкань
Расовий склад населення:
| - 60,2 % — білих - 28,7 % — чорних або афроамериканців - 5,2 % — азіатів - 0,1 % — корінних американців - 1,8 % — осіб інших рас |

До двох чи більше рас належало 4,1 %. Частка іспаномовних становила 6,1 % від усіх жителів.
За віковим діапазоном населення розподілялося таким чином: 22,9 % — особи молодші 18 років, 66,6 % — особи у віці 18—64 років, 10,5 % — особи у віці 65 років та старші. Медіана віку мешканця становила 37,2 року. На 100 осіб жіночої статі у селищі припадало 93,7 чоловіків;  на 100 жінок у віці від 18 років та старших — 90,4 чоловіків також старших 18 років.
Середній дохід на одне домашнє господарство  становив 155 713 долари США (медіана — 116 727), а середній дохід на одну сім'ю — 187 851 долар (медіана — 151 719). Медіана доходів становила 102 065 доларів для чоловіків та 76 375 доларів для жінок. За межею бідності перебувало 10,6 % осіб, у тому числі 7,3 % дітей у віці до 18 років та 4,0 % осіб у віці 65 років та старших.
Цивільне працевлаштоване населення становило 7459 осіб. Основні галузі зайнятості: освіта, охорона здоров'я та соціальна допомога — 23,2 %, науковці, спеціалісти, менеджери — 16,0 %, фінанси, страхування та нерухомість — 11,7 %, мистецтво, розваги та відпочинок — 11,0 %.

## Відомі люди
- Ке́він Спе́йсі Фо́улер (* 1959) — американський актор театру і кіно.